# Otto Warmbier
Otto Frederick Warmbier (WARM-beer; 12 tháng 12 năm 1994 – 19 tháng 6 năm 2017) là một sinh viên đại học người Mỹ từng bị bắt giam ở Bắc Triều Tiên từ tháng 1 năm 2016 đến tháng 6 năm 2017 sau khi bị kết án về "hành vi thù địch" chống lại đất nước này. Warmbier, lúc đó 21 tuổi, thú nhận rằng anh ấy đã ăn trộm một tấm áp phích tuyên truyền chính trị nhưng không hề có ý định xé rách hay là đốt cháy nó. Hoa Kỳ đã có những nỗ lực ngoại giao để tìm kiếm và giải cứu Warmbier. Phát ngôn viên Bộ Ngoại giao Hoa Kỳ đã cáo buộc Triều Tiên cố tình tra tấn Warmbier để đối phó với các lệnh trừng phạt quy mô lớn từ Hoa Kỳ. Theo cha của Warmbier, thì con trai ông đã bị ép buộc phải thừa nhận tội lỗi trong khi anh ấy chẳng có tội lỗi nào, và việc anh ấy bị bắt giam rõ ràng là một thủ đoạn rất ghê tởm của Triều Tiên và mang động cơ chính trị. 
Warmbier rơi vào hôn mê ở Triều Tiên và được phóng thích vào tháng 6 năm 2017, sau hơn 17 tháng bị giam cầm ở quốc gia này. Theo các nhà chức trách Triều Tiên, Warmbier rất có thể đã bị ngộ độc thực phẩm và đã sử dụng thuốc ngủ quá liều, nhưng phía Hoa Kỳ đã bác bỏ lời tuyên bố này. Warmbier xuống sân bay Cincinnati, Ohio vào ngày 13 tháng 6 và được đưa tới Bệnh viện Đại học Cincinnati để được điều trị lâu dài. Anh được chẩn đoán là bị tổn thương thần kinh nghiêm trọng. Cha anh tố cáo rằng con trai mình đã bị Triều Tiên "khủng bố và hành hung".
Warmbier qua đời ngày 19 tháng 6 năm 2017, sáu ngày sau khi quay trở lại Hoa Kỳ.

## Tiểu sử
Otto Warmbier sinh ngày 12 tháng 12 năm 1994, là con của Fred và Cindy Warmbier, và lớn lên tại Cincinnati, Ohio;. Anh tốt nghiệp trường Trung học Wyoming vào năm 2013 với tư cách là một á khoa. Sau đó, anh trở thành một học sinh tại Đại học Virginia, nơi anh đang theo học hai năm về kinh tế và thương mại và đã theo học một khóa trao đổi tại Trường Kinh tế London. Otto là thành viên của hội nam sinh Theta Chi. Anh cũng hoạt động trong hội Hillel với gốc gác Do Thái của mình, và tham gia vào tổ chức Birthright Israel.. Anh có hai người anh em.

## Chuyến đi tới Triều Tiên

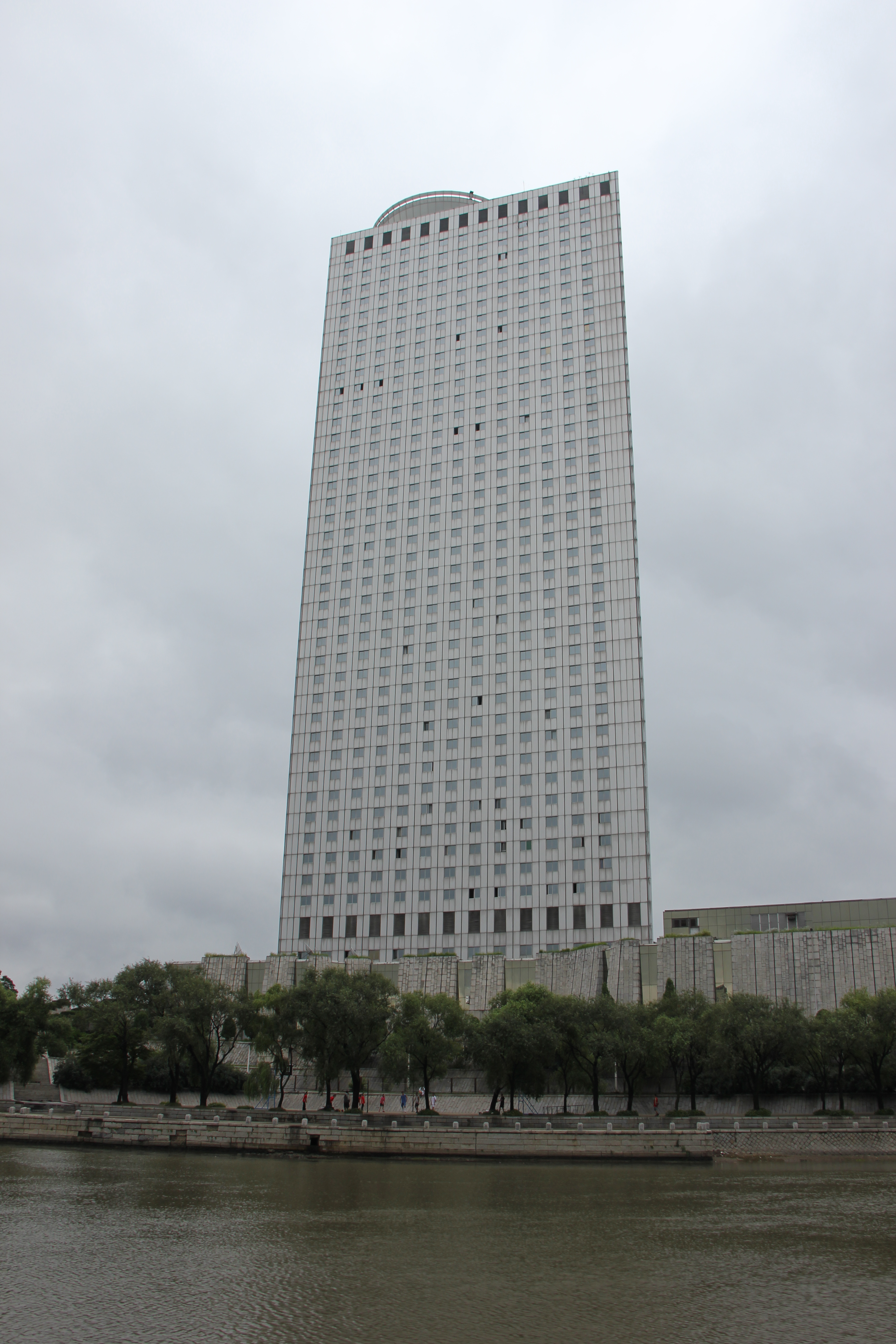
Khách sạn Quốc tế Yanggakdo, nơi xảy ra hành vi trộm cắp áp phích

Fred Warmbier tuyên bố rằng con trai Otto của ông đã đi du lịch ở Trung Quốc vào cuối năm 2015 khi thấy một công ty cung cấp các chuyến đi đến Triều Tiên. Theo cha của anh, anh đã quyết định đi vì anh thích phiêu lưu. Nhà điều hành tour du lịch dành riêng cho những người phương Tây trẻ tuổi này có khẩu hiệu như "Đây là chuyến đi mà bố mẹ bạn không muốn bạn đi!", Fred Warmbier cho biết nhà điều hành tour du lịch có trụ sở tại Trung Quốc, Young Pioneer Tours, đã quảng cáo chuyến đi an toàn cho công dân Mỹ. 
Warmbier đã tới CHDCND Triều Tiên để tham quan một tour du lịch Năm Mới năm mới của đất nước do Young Pioneer Tours tổ chức. Mười công dân Mỹ khác đã tham gia vào nhóm du lịch của mình. 
Trong thời gian lưu trú tại khách sạn quốc tế Yanggakdo ở Bình Nhưỡng, Warmbier bị cáo buộc đánh cắp một băng rôn tuyên truyền từ một tầng khách sạn chỉ dành riêng cho nhân viên. Băng rôn viết, "Chúng ta hãy mạnh mẽ hơn với chủ nghĩa yêu nước của Kim Jong-il!". Xúc phạm những thứ như tên hoặc hình ảnh của một nhà lãnh đạo Triều Tiên là hành động bị chính quyền Triều Tiên coi là một tội ác nghiêm trọng.
Theo cha mẹ của Warmbier, câu chuyện về người đăng đã bị các nhà chức trách bịa ra để bắt giữ anh, và anh đã bị bắt tại sân bay khi anh ta cố gắng rời khỏi đất nước này. Một video cho thấy hành vi trộm cắp của anh đã được phát hành bởi Thông tấn xã Trung ương Triều Tiên vào ngày 18 tháng 3 năm 2016. Trong video có độ phân giải thấp, dài 18 giây, đã cho thấy một người đã tháo băng rôn từ tường và để nó xuống sàn. Không thể nhìn thấy khuôn mặt của người đã tháo poster trong video clip. 

## Bị bắt giữ và kết án
Vào ngày 2 tháng 1 năm 2016, Warmbier bị bắt vì tội trộm cắp ngay trước khi rời Triều Tiên từ Sân bay quốc tế Bình Nhưỡng. Những người khác trong nhóm du lịch của anh rời khỏi đất nước mà không có sự cố. Tội của anh được hãng thông tấn KCNA mô tả là "hành động thù địch chống lại nhà nước" Cộng hòa Dân chủ Nhân dân Triều Tiên.
Warmbier đã bị xử và kết án vì tội trộm cắp biểu ngữ tuyên truyền từ khu vực hạn chế của khách sạn. Phiên toà của anh bao gồm những lời thú nhận, cảnh quay phim CCTV, bằng chứng vân tay và lời khai của nhân chứng.
Trong một cuộc họp báo vào ngày 29 tháng 2 năm 2016, Warmbier lặp lại lời thú tội của mình rằng anh đã đánh cắp biểu ngữ để mang về Hoa Kỳ. Anh nói rằng anh đã lấy cắp nó cho mẹ của một người bạn, người muốn treo nó như là một món quà lưu niệm trên tường của một nhà thờ tại quê nhà của anh ở Wyoming, Ohio. Anh ta nói ông ấy đã hứa cho anh một chiếc ô tô đã qua sử dụng trị giá 10.000 đô la để trả công, và nếu anh ta bị giam giữ và không trở lại, 200.000 đô la sẽ được trả cho mẹ của anh ta dưới dạng một khoản quyên góp từ thiện. Warmbier cho biết anh chấp nhận đề nghị vì gia đình anh "đang phải chịu đựng những khó khăn về tài chính rất nghiêm trọng". Anh cũng nói rằng anh được khuyến khích thực hiện hành động của mình với mong muốn gia nhập Z Society, một "tổ chức bí mật" tại Đại học Virginia giúp sinh viên tốt nghiệp có được công việc "trả lương cao". Warmbier nói rằng Z Society có liên quan chặt chẽ với CIA.
Warmbier, vào cuối buổi họp báo, tóm lược lời thú nhận của mình như sau:
Tôi không bao giờ nên cho phép mình được lôi kéo bởi chính quyền Hoa Kỳ để phạm tội ở đất nước này. Tôi muốn rằng chính quyền Hoa Kỳ không bao giờ thao túng những người như tôi trong tương lai để phạm tội chống lại nước ngoài. Tôi cầu xin bạn, người dân và chính phủ của Cộng hòa Nhân dân Triều Tiên, vì sự tha thứ của bạn. Xin vui lòng! Tôi đã mắc sai lầm tồi tệ nhất trong cuộc đời tôi! Xin hãy nghĩ của gia đình tôi.

Cha của Warmbier sau đó nói rằng việc nhận tội là do bị cưỡng chế và câu chuyện về chiếc xe đã sử dụng và nhà thờ ở Wyoming là vô lý. Vào ngày 16 tháng 3 năm 2016, hai tiếng sau khi đặc phái viên Mỹ Bill Richardson gặp hai nhà ngoại giao Triều Tiên tại Liên hợp quốc để gây sức ép giúp thả Warmbier, kết quả Warmbier bị kết án 15 năm khổ sai. Tổ chức Theo dõi Nhân quyền (Human Rights Watch) đã gọi bản án là "tàn bạo và gây sốc" , trong khi phát ngôn viên Bộ Ngoại giao Hoa Kỳ Mark Toner nói rằng rõ ràng là Triều Tiên đã bắt giữ các công dân Mỹ vì các mục đích chính trị bất chấp những tuyên bố ngược lại.
Theo cha của Warmbier, ông và vợ của ông đã "được kêu gọi để giữ im lặng" về hoàn cảnh của con mình bởi chính quyền Barack Obama. Tháng 5 năm 2017, cha của Warmbier nói rằng ông và vợ muốn vấn đề mạng sống của con trai mình phải được đề cập tại bất kỳ cuộc đàm phán nào giữa Hoa Kỳ và Triều Tiên.

## Phóng thích
Vào ngày 12 tháng 6 năm 2017, Rex Tillerson, Bộ trưởng Ngoại giao Hoa Kỳ, tuyên bố rằng Triều Tiên đã thả Warmbier. Tillerson cũng thông báo rằng Bộ Ngoại giao Hoa Kỳ đã bảo đảm việc thả Warmbier theo sự chỉ đạo của Tổng thống Donald Trump. Tillerson nói rằng Bộ Ngoại giao Hoa Kỳ tiếp tục thảo luận về ba người Mỹ bị giam giữ khác với Triều Tiên. Cha mẹ của Warmbier nói với The Washington Post rằng: Warmbier đã bị hôn mê, tuy các quan chức CHDCND Triều Tiên cho biết rằng Warmbier đã bị bệnh ngộ độc sau khi bị kết án và rơi vào trạng thái hôn mê sau khi uống thuốc ngủ. Họ biết anh ta đang ở trong trạng thái hôn mê chỉ một tuần trước khi anh ta được thả. Richardson đã tiếp xúc với gia đình và cho biết Warmbier khẩn cấp cần chăm sóc y tế. 
Sau 17 tháng, Warmbier bay từ Sân bay Sapporo - New Chitose đến Sân bay quốc tế Ted Stevens, Anchorage và sau đó đến Sân bay Municipal Lunken, Cincinnati , nơi anh đến sớm vào lúc 22 giờ 20 phút giờ địa phương vào ngày 13 tháng 6 năm 2017 và được đưa tới Trung tâm Y tế Đại học Cincinnati, nơi mà các bác sĩ đã cố gắng xác định nguyên nhân nào gây ra tình trạng hôn mê của mình và dấu hiệu phục hồi chức năng của não nếu có. Trước khi đến đây, bác sĩ của Sở Y tế Cincinnati đã thảo luận về trường hợp của Warmbier và tỏ ra hoài nghi về tuyên bố rằng bệnh ngộ độc hoặc thuốc ngủ gây ra tình trạng hôn mê. Cha của Otto Fred tin rằng Cộng hòa Dân chủ Nhân dân Triều Tiên cố ý "khủng bố và bạo hành" con trai mình.
Cha của anh báo cáo rằng ông đã nhận được một cuộc gọi từ Tổng thống Trump tại nhà của ông hỏi về tình trạng của con trai ông và gia đình. Ông nói rằng ông đã có một cuộc trò chuyện tốt đẹp và tử tế. Ông cũng báo cáo rằng Bộ trưởng Rex Tillerson và đặc phái viên của Hoa Kỳ Joseph Y. Yun đã làm xúc tiến việc phóng thích.

## Tình trạng bệnh lý và qua đời
Vào ngày 15 tháng 6 năm 2017, các bác sĩ tại Trung tâm Y tế Đại học Cincinnati đã tuyên bố rằng Warmbier đã bị tổn thương não nặng nề, cùng với biến cố tim phổi hơn là chấn thương ở đầu, và không có dấu hiệu bạo hành thể xác. Cha của Warmbier đã tổ chức một cuộc họp báo vào ngày hôm đó, nhưng từ chối trả lời một cuộc tìm kiếm của phóng viên
Nhà tâm thần học Daniel Kanter, giám đốc chương trình chăm sóc thần kinh tại Trung tâm Y tế Đại học Cincinnati, cho biết vào ngày 15 tháng 6 rằng Warmbier đang ở trong tình trạng "tỉnh táo không tỉnh giác" - một điều kiện thường được gọi là trạng thái thực vật dai dẳng. Anh đã có thể tự thở bằng chính mình, và chớp mắt, nhưng nếu không anh đã không đáp lại môi trường của mình. Hình ảnh cộng hưởng từ cho thấy anh bị mất nhiều mô não trong não của mình. Kanter nói rằng chấn thương não Warmbier là điển hình của một ngừng tim làm cho não bị thiếu oxy. Các bác sĩ cũng nói rằng họ không tìm thấy bằng chứng nào về việc lạm dụng thể chất hoặc tra tấn; Việc quét cổ và đầu Warmbier là ngoại lệ bên ngoài tổn thương não. Các bác sĩ cho biết họ không biết nguyên nhân gây ra ngừng tim, nhưng nó có thể đã được kích hoạt bởi một sự ngưng thở về hô hấp.
Brandon Foreman, chuyên gia chăm sóc sức khoẻ tâm thần tại bệnh viện, khẳng định rằng không có dấu hiệu của một trường hợp bệnh ngộ độc hiện tại hoặc trong quá khứ, có thể gây tê liệt nhưng không phải là hôn mê.
Hồ sơ y tế từ Triều Tiên cho thấy Warmbier đã ở trong quốc gia này kể từ tháng 4 năm 2016, một tháng sau khi anh bị kết án. Fred Warmbier bày tỏ sự tức giận đối với người Triều Tiên vì tình trạng của con trai mình, nói rằng "Không có lý do gì cho bất kỳ quốc gia văn minh nào giữ bí mật tình trạng của mình và từ chối chăm sóc y tế hàng đầu trong một thời gian dài"
Warmbier qua đời tại bệnh viện vào ngày 19 tháng 6 năm 2017. Gia đình anh đã đưa ra một tuyên bố bày tỏ sự buồn của họ, cảm ơn các nhân viên bệnh viện, và lên án các quan chức Triều Tiên cho hành động của họ. Tổng thống Donald Trump sau đó đã đưa ra một tuyên bố về cái chết của Warmbier, "Không có gì bi thảm hơn cho cha mẹ hơn là mất một đứa trẻ trong giai đoạn đầu của cuộc đời. Chúng tôi chia buồn và gửi lời cầu nguyện của chúng tôi đến gia đình và bạn bè của Otto, và tất cả những ai yêu mến anh ấy." 